# Z Ceti
Z Ceti är en pulserande variabel av Mira Ceti-typ i Valfiskens stjärnbild.
Stjärnan varierar mellan magnitud +8,3 och 14,2 med en period av 184 dygn.